# GoldWave
GoldWave é um editor de áudio digital feito por Goldwave Inc. que foi lançado em Abril de 1993 e que compartilha similaridades com o software gratuito Audacity.

## Versões anteriores e atual compatibilidade
Atualmente ainda existe uma versão prévia à série das versões 5 para fazer download no o site oficial. Todas as versões até a versão 4.26 podem ser executadas em qualquer sistema operacional de Windows da mesma forma que requerem de uma máquina moderadamente poderosa para controlar o programa em sua melhor performance. No entanto, desde 2004, Goldwave evoluiu em uma nova era, mudando de versão 4 a 5, atualizando seu aspecto visual e introduzindo mais características e efeitos enriquecidos, com a desvantagem de deixar a compatibilidade de antigos sistemas operacionais obsoleta e deixar inutilizável o uso do programa nestes.
Também, os requerimentos de sistema aumentaram consideravelmente já que um Pentium III de 700MHz e DirectX 8 são requerimentos mínimos exigidos comparados aos anteriores Pentium II de 300MHz e DirectX 5.